# Мешкович, Ризах
Ри́зах Ме́шкович (босн. Rizah Mešković; 10 августа 1947, Тузла, ФНРЮ) — югославский футболист, вратарь.

## Карьера

### Клубная
Ризах Мешкович дебютировал в «Слободе» из своего родного города Тузлы когда ему было лишь 17 лет. Мешкович практически сразу стал основным голкипером своего клуба, который тогда выступал ещё во второй лиге Югославии. В первую лигу клуб вышел лишь в сезоне 1969/70. За время выступлений за «Слободу» Мешкович стал финалистом Кубка Югославии 1971 года. В середине 1973 года Мешкович перешёл в состав лидера югославского футбола тех лет «Хайдука» из Сплита. Дебют Мешковича за «Хайдук» состоялся 12 августа 1973 года в матче Кубка Югославии против «Вардара», выигранном со счётом 5:1. В первый же сезон Мешкович стал основным голкипером клуба, проведя 33 матча в чемпионате, в которых он пропустил всего 21 гол, отстояв 16 матчей «на ноль», однако в следующем сезоне он потерял место в основном составе и за последние 2 сезона в Сплите он отыграл лишь 20 матчей в чемпионате. Всего в составе «Хайдука» Мешкович провёл 68 матчей, из них 53 в чемпионате Югославии, 9 в Кубке Югославии и 6 в Кубке европейских чемпионов, в которых пропустил 54 гола, отстояв 35 матчей «на ноль», при этом в период с 25 ноября 1973 года по 23 апреля 1974 года Мешковичу удалась серия из 742 минут, в течение которых он не пропустил ни одного гола. Также в «Хайдуке» Мешкович стал 3-кратным чемпионом Югославии, серебряным призёром чемпионата Югославии и 2-кратным обладателем Кубка Югославии.
| Клуб           | Сезон   | Чемпионат Югославии | Чемпионат Югославии | Кубок Югославии | Кубок Югославии | Кубок европейских чемпионов | Кубок европейских чемпионов | Итого | Итого |
| Клуб           | Сезон   | Игры                | Голы                | Игры            | Голы            | Игры                        | Голы                        | Игры  | Голы  |
| -------------- | ------- | ------------------- | ------------------- | --------------- | --------------- | --------------------------- | --------------------------- | ----- | ----- |
| Хайдук (Сплит) | 1973/74 | 33                  | -21                 | 4               | -2              | 0                           | 0                           | 37    | -23   |
| Хайдук (Сплит) | 1974/75 | 16                  | -15                 | 4               | 0               | 4                           | -7                          | 24    | -22   |
| Хайдук (Сплит) | 1975/76 | 4                   | -6                  | 1               | 0               | 2                           | -3                          | 7     | -9    |
| Хайдук (Сплит) | Итого   | 53                  | -42                 | 9               | -2              | 6                           | -10                         | 68    | -53   |

После того как Мешковичу исполнилось 28 лет, он как и многие футболисты покинул родину и отправился в Нидерланды, в клуб «АЗ’67». В Нидерландах Мешкович провёл 3 сезона, за которые успел стать 2-кратным бронзовым призёром чемпионата Нидерландов и обладателем Кубка Нидерландов 1978 года. После Нидерландов вернулся в родной клуб «Слобода», где провёл ещё 2 сезона, за которые сыграл лишь 21 матч, после чего провёл ещё по 2 сезона за «Будучност» из города Бановичи и «Радник» из Биелины, в третьей и второй лиге соответственно.

### В сборной
В сборной Югославии Ризах Мешкович дебютировал 29 июня 1972 года в товарищеском матче со сборной Шотландии, завершившимся со счётом 2:2. Эта игра осталась для него единственной в составе сборной, хотя его включили запасным в заявку на чемпионат мира 1974 года.
| № | Дата         | Соперник  | Счёт | Пропущенные голы | Турнир            |
| 1 | 29 июня 1972 | Шотландия | 2:2  | 2                | Товарищеский матч |

Итого: 1 матч / 2 пропущенных гола; 1 ничья.

## Достижения
«Слобода» (Тузла)
- Финалист Кубка Югославии: 1971

«Хайдук» (Сплит)
- Чемпион Югославии (2): 1974, 1975
- Серебряный призёр чемпионата Югославии: 1976
- Обладатель Кубка Югославии (3): 1973, 1974, 1976

«АЗ’67»
- Бронзовый призёр чемпионата Нидерландов (2): 1977, 1978
- Обладатель Кубка Нидерландов: 1978